# ماريو إدغاردو سيجورا
ماريو إدغاردو سيجورا (بالإسبانية: Mario Edgardo Segura)‏ هو سياسي هندوراسي، ولد في 7 أكتوبر 1966. حزبياً، نشط في الحزب الليبرالي الهندوراسي. وقد انتخب نائب في المؤتمر الوطني في هندوراس.